# 热质说
熱質說（caloric theory）又名熱素說，是一種已被證實錯誤的科學理論，曾用來解釋熱的物理現象。此理論認為熱是一種稱為「熱質」（caloric）的物質，熱質是一種無質量的氣體，物體吸收熱質後溫度會升高，熱質會由溫度高的物體流到溫度低的物體，也可以穿過固體或液體的孔隙中。熱質說在拉瓦節1772年用實驗推翻燃素說後開始盛行，拉瓦節的《化學基礎》一書就把熱列在基本物質之中。
熱質說可以解釋一些熱的現象，不過無法解釋一些只要持續作功就可以持續產生熱的現象（如摩擦生熱）。19世紀中，熱質說被機械能守恆所取代；之後，熱質說仍然在許多科學文獻中出現，一直到19世紀末才消失。

## 早期歷史

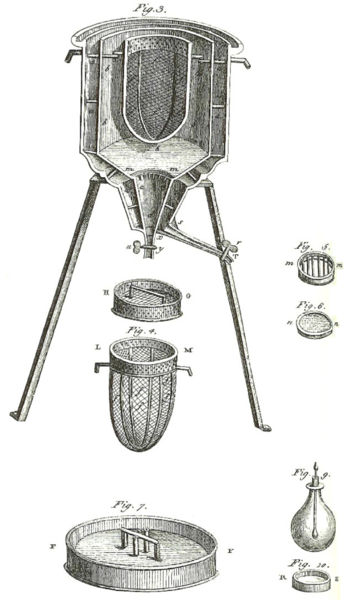
世界上第一個冰量热器，拉瓦錫及拉普拉斯在18世紀末用冰量热器量測各種化學反應需吸收或釋放的熱，量測熱的方式是以約瑟·布拉克所發現的潛熱為基礎。此試驗也開始了熱化學的相關研究。

在熱力學發展的過程中，對熱的解釋常常和燃燒有關。化學家貝歇爾及施塔尔在17世紀提出燃素說，試圖解釋燃燒現象，當時也將燃素解釋為「熱的實體物質」。
熱質說是由普利斯特里提出的。普利斯特里在1770年代用氧（當時稱為「去燃素空氣」）來解釋燃燒現象。在1783年的論文《Réflexions sur le phlogistique》中，普利斯特里認為燃素說和他的實驗結果不吻合，因此提出「熱質」的說法。熱質是熱的實體物質，以流體的形式存在。依普利斯特里的理論，宇宙中熱質的總量為一定值，熱質會由溫度高的物體流到溫度低的物體。
1770年代時，有些科學家認為冷也是一種物質，不過皮埃尔·普瑞弗斯特認為冷只是一個缺乏熱的現象而已。
在熱質說中，熱是一種物質，無法產生或消滅，因此熱的守恒就成了這種理論中的一個基本假設。
熱質說也影響了約瑟·布拉克一些有關物質熱力學性質的實驗。在十八世紀時，除了熱質說以外還有一個理論可以說明熱的現象－分子運動論。分子動力論是較新的理論，其中有些概念是來自原子論，可以解釋燃燒及熱量測定，不過當時將分子動力論和熱質說視為二個等效的理論。

## 熱質說的成功
熱質說可以成功的解釋許多物理現象。例如熱茶在室溫下冷卻就可以用熱質說解釋：熱茶的溫度高，表示熱質濃度較高，因此熱質會自動流到熱質濃度較低的區域，也就是周圍較冷的空氣中。熱質說也可以解釋空氣受熱的膨脹，因空氣的分子吸收熱質，使得其體積變大。若再進一步分析在空氣分子吸收熱質過程中的細節，還可以解釋熱輻射、物體不同溫度下的相變化，甚至到大部份的氣體定律。
道爾頓的氣體分子模型中就包括了熱質。尼古拉·卡諾提出了卡諾循環及相關的定律，形成了熱機理論的基礎，而卡諾的分析就是架構在熱質的基礎上。
不過，熱質說的重大成就之一就是拉普拉斯修正牛頓的音速公式。拉普拉斯在熱質說的基礎上，在牛頓的公式中增加一個常數，此常數即為氣體的绝热指数。上述的修正大幅的修正了音速的理論預測值。

## 後續發展
1798年時，英國科學家伦福德提出《探討摩擦生熱之來源》（An Experimental Enquiry Concerning the Source of the Heat which is Excited by Friction）的論文，其中描述他觀察加農砲製作時所產生的熱。他發現在加農砲鏜孔時，只要持續加工，加農砲就會持續加溫，其產生的熱甚至可以使水沸騰，而且單位時間的發熱量不會下降。若依熱質說的理論，若熱質從加農砲中釋出，加農砲的熱質就會減少，因此發熱量就會下降，依他觀察到的情形，加農砲中的熱質沒有減少，因此提出熱質不是一種滿足守恆定律的物質，不過他實驗的不確定性也廣被質疑。
由於當時將熱質說視為和分子運動論等效的理論，因此伦福德的論文並未視為對熱質說的威脅。事實上當時的科學家利用伦福德的論文來增加他們對熱質說的了解。

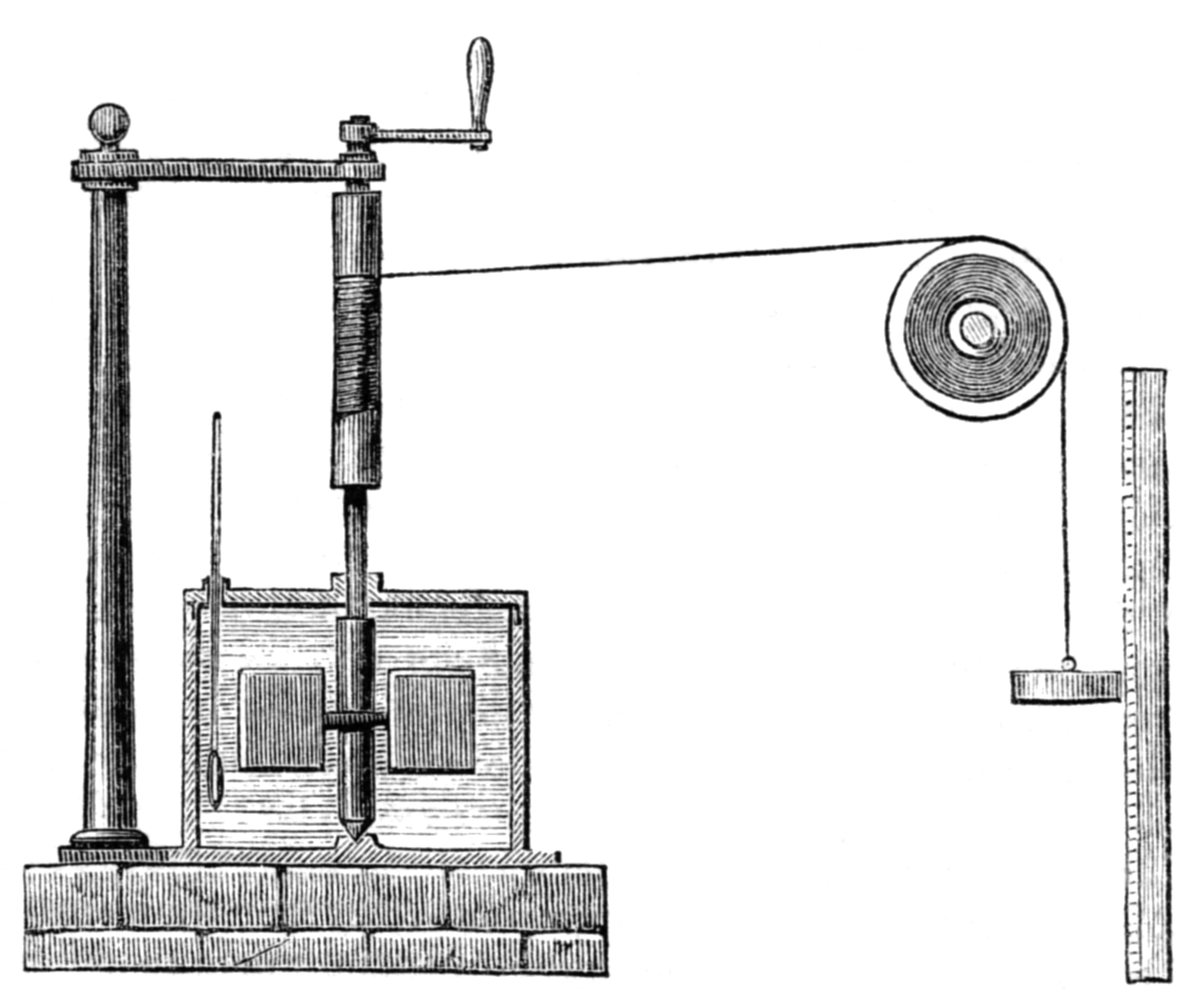
焦耳量測熱功等效的設備

伦福德的研究引起了詹姆斯·焦耳及其他科學家的興趣，進而進行相關的研究。在1799年時漢弗里·戴維在《論熱、光和光的複合》論文中，描述了一個實驗：在一個和周圍環境隔絕的真空容器中，使二塊冰互相摩擦，最後變成水，以當時的理論來看，只可能是冰的熱容降低，釋放出熱質。但水的熱容比冰大，冰變為水不可能會釋放熱質。戴維因此導出熱質不存在的結論，並認為熱是物體微粒的振動。不過他的實驗並未得到當時的重視。
焦耳在1840年進行多次導體發熱的實驗，發現其發熱量和電流的平方成正比。並在1843年提出理論，認為熱只是一種能量的形式。後來為確認熱和能量之間的關係。焦耳用以下實驗來量測熱和能量單位間的轉換係數－熱功當量：在一量熱器中加水，量熱器中有葉片，經過轉軸連到量熱器外，量熱器外利用下降的重物帶動葉片旋轉，使葉片及水的溫度上昇。量測重物重量、落下距離、水（及葉片）的溫度、質量及比熱即可計算熱功當量，後來將液體由水改為鲸油及水銀，進行並改進實驗達40年之久。此實驗也確認熱及能量之間的關係。
1850年時，魯道夫·克勞修斯發表論文提出熱質說及分子運動論其實不相容，熱質說中提到的熱質守恆可以用能量守恆取代。熱可以等效為物質中粒子（如原子或分子）的動能，熱質說成為歷史，也開始了現代的熱力學研究。不過熱和粒子的運動在頻譜還是有不同之處：頻譜上尖銳的頻譜對應粒子的運動，而熱會以類似雜訊的連續頻譜出現在頻譜上。

## 參照及備註
1. ↑  . 中國化學資源網.   [2010-09-05].
2. ↑  《A Guide to the Scientific Knowledge of Things Familiar》是19世紀的科學教育書籍，其1880年版本中，仍然用熱質的流動來說明熱的傳遞。
3. ↑  例如尼古拉·卡諾在1824年的著作《Réflexions sur la Puissance Motrice du Feu》。
4. ↑  翁寶山. . . 台灣新竹: 國立清華大學出版社. 2006  [2010-09-05]. ISBN 9868181208. （原始内容存档于2016-03-04）.
5. ↑  Laplace, P.-S. (1816). Sur la vitesse dus son dans l'air et dans l'eau. In 《Annales de Chimie et de Physique》
6. 1 2  向义和. . 清华大学出版社. 1999: 351. ISBN 7302032246.
7. ↑  Lavoisier, A.-L. de (1783). 《Mémoire sur la chaleur, lu à l'Académie royale des sciences, le 28 juin 1783, par MM. Lavoisier et de La Place》
8. ↑  水和冰的比熱為4200 J/(kg·K)及2060 J/(kg·K)，在相同質量的條件下，水的熱容比冰大
9. ↑  . 歷史上的今天.   [2010-09-06]. （原始内容存档于2011-01-09）.